# Südkoreanische Fußballnationalmannschaft (U-17-Junioren)
Die südkoreanische U-17-Fußballnationalmannschaft ist eine Auswahlmannschaft südkoreanischer Fußballspieler. Sie unterliegt der Korea Football Association und repräsentiert sie international auf U-17-Ebene, etwa in Freundschaftsspielen gegen die Auswahlmannschaften anderer nationaler Verbände, bei U-16-Asienmeisterschaft und U-17-Weltmeisterschaften.
Die Mannschaft wurde 1986 und 2002 Asienmeister sowie 2008 und 2014 Vize-Asienmeister.
Bei Weltmeisterschaften erreichte sie 1987 in Kanada und 2009 in Nigeria jeweils das Viertelfinale, wobei sie gegen Italien beziehungsweise den amtierenden Weltmeister, Gastgeber und späteren Vize-Weltmeister Nigeria, verlor.
Bei ihrer Heim-WM 2007 schied sie in der Vorrunde aus.

## Teilnahme an U-17-Weltmeisterschaften
(Bis 1989 U-16-Weltmeisterschaft)
| 1985 | nicht qualifiziert |
| 1987 | Viertelfinale      |
| 1989 | nicht qualifiziert |
| 1991 | nicht qualifiziert |
| 1993 | nicht qualifiziert |
| 1995 | nicht qualifiziert |
| 1997 | nicht qualifiziert |
| 1999 | nicht qualifiziert |
| 2001 | nicht qualifiziert |
| 2003 | Vorrunde           |
| 2005 | nicht qualifiziert |
| 2007 | Vorrunde           |
| 2009 | Viertelfinale      |
| 2011 | nicht qualifiziert |
| 2013 | nicht qualifiziert |
| 2015 | Achtelfinale       |
| 2017 | nicht qualifiziert |
| 2019 | Viertelfinale      |
| 2021 | –                  |
| 2023 | Vorrunde           |

## Teilnahme an U-16-Asienmeisterschaft
| U-16-Asienmeisterschaft  | U-17-Asienmeisterschaft  |
| ------------------------ | ------------------------ |
| 1985: nicht qualifiziert |                          |
| 1986: Asienmeister       |                          |
| 1988: Vorrunde           |                          |
| 1990: Vorrunde           |                          |
|                          | 1992: nicht qualifiziert |
|                          | 1994: Vorrunde           |
|                          | 1996: Vorrunde           |
|                          | 1998: 4. Platz           |
|                          | 2000: nicht qualifiziert |
|                          | 2002: Asienmeister       |
|                          | 2004: Viertelfinale      |
|                          | 2006: Viertelfinale      |
| 2008: 2. Platz           |                          |
| 2010: nicht qualifiziert |                          |
| 2012: Viertelfinale      |                          |
| 2014: 2. Platz           |                          |
| 2016: Vorrunde           |                          |
| 2018: Halbfinale         |                          |
|                          | 2023: 2. Platz           |